# Anagrafe nazionale della popolazione residente
L'anagrafe nazionale della popolazione residente (in sigla ANPR) è il registro anagrafico centrale del Ministero dell'interno della Repubblica Italiana, istituito dall'articolo 62 del decreto legislativo 7 marzo 2005, n. 82.

## Descrizione
Le anagrafi della popolazione residente (APR) dei singoli Comuni italiani sono confluite progressivamente in ANPR. La scelta di istituire un'unica banca dati centralizzata è motivata da diverse esigenze:
- evitare duplicazioni di comunicazione con le pubbliche amministrazioni;
- garantire maggiore certezza e qualità al dato anagrafico, attraverso standard univoci a livello nazionale;
- automatizzare e soppiantare le comunicazioni scritte tra enti in caso di cambi di residenza, emigrazioni, immigrazioni, censimenti, e così via.

Nell'ANPR è confluita inoltre l'Anagrafe degli italiani residenti all'estero (AIRE).
Il subentro in ANPR di tutte le 7 903 anagrafi comunali è stato completato il 18 gennaio 2022, per un totale di 67 379 385 posizioni, compresi i cittadini cancellati dall'attivazione dell'ANPR (61 517 542 residenti APR e 5 861 843 AIRE, residenti all'estero).

## Servizi disponibili online per il cittadino
Dal 15 novembre 2021 i residenti in Italia e gli italiani all'estero possono ottenere, previo pagamento dell'imposta di bollo, salve le esclusioni previste dalla legge, quindici tipologie di certificati anagrafici direttamente dal portale web dell'ANPR. I certificati che si possono richiedere online e scaricare sono i seguenti:
- anagrafico di nascita
- anagrafico di matrimonio
- di cittadinanza
- di esistenza in vita
- di residenza
- di stato civile
- di stato di famiglia
- di stato di famiglia con rapporti di parentela
- di contratto di convivenza
- anagrafico di unione civile

I certificati di residenza e di stato di famiglia sono disponibili anche per gli iscritti all'AIRE. Non sono attualmente disponibili estratti e certificati degli atti di stato civile, perché iscritti in registri cartacei, più sicuri e completi.
L'autenticazione al portale richiede l'impiego delle credenziali SPID, della carta d'identità elettronica, o della Carta nazionale dei servizi.
Dal 27 aprile 2022 è possibile inviare la richiesta di cambio di residenza direttamente dall'ANPR. Il servizio consente di inviare telematicamente una dichiarazione al Comune di competenza in tre casi: cambio di residenza nell'ambito dello stesso Comune, cambio di residenza per trasferimento tra due Comuni e rientro in Italia di un cittadino italiano iscritto all'AIRE, l'Anagrafe Italiani Residenti all'Estero. Per tutti gli altri tipi di richiesta connessi alla residenza, è necessario rivolgersi al Comune di competenza. In ciascuno dei tre casi la richiesta può riguardare una Nuova Residenza o la Residenza in Famiglia Esistente. Nel primo caso si chiede il trasferimento di residenza di tutta o parte della famiglia in un’abitazione in cui non risiede nessuno o in cui risiedono persone con cui non si hanno vincoli di parentela o affettivi. Nel secondo caso, invece, si trasferisce la residenza di tutta o parte della famiglia in un’abitazione in cui si trova già un’altra famiglia, con cui si hanno legami di parentela o affettivi.
Dal 4 marzo 2024 sono attivi i servizi di consultazione dei propri dati elettorali e di richiesta e generazione, in formato digitale, dei certificati di iscrizione nelle liste elettorali e di godimento dei diritti politici.

## Diritto degli immigrati
Il testo unico sull'immigrazione dispone che l'iscrizione anagrafica avvenga a parità di condizioni con il cittadino italiano. A marzo del 2020, essa non è subordinata al possesso di altro requisito che quello del possesso della cittadinanza italiana o di un regolare permesso di soggiorno. Tale previsione di legge non è stata modificata nemmeno dal decreto-legge Sicurezza proposto da Matteo Salvini.
L'iscrizione anagrafica risulta critica per la scelta di un medico di base, di un domicilio sanitario e per la fruizione dei livelli essenziali di assistenza del servizio sanitario nazionale.